# Trachydium puberulum
Trachydium puberulum är en flockblommig växtart som beskrevs av Alexander Gilli. Trachydium puberulum ingår i släktet Trachydium och familjen flockblommiga växter. Inga underarter finns listade i Catalogue of Life.